# Elizabeth Lail
Elizabeth Dean Lail (Williamson megye, 1992. március 25. –) amerikai színésznő.
Leginkább televíziós műsorokból ismert. Fontosabb szerepei közé tartozik Anna az Egyszer volt, hol nem volt (2014) és Amy Hughes a Dead of Summer (2016) című sorozatban. Feltűnt a Te (2018–2019) című pszichológiai thrillersorozatban és az NBC Ordinary Joe (2021–2022) című drámasorozatában is.
Szerepelt a Halálod appja (2019) és az Öt éjjel Freddy pizzázójában (2023) című horrorfilmekben, továbbá a Hirtelen 70 (2022) című vígjátékban is.

## Fiatalkora
A texasi Williamson megyében született és az észak-karolinai Asheboróban nőtt fel. 14 évesen kezdett érdeklődni a színészet iránt, amikor kisebb szerepet játszott a Hét menyasszony hét fivérnek című közösségi színházi produkcióban.
Miután 2010-ben elvégezte a a középiskolát, a University of North Carolina School of the Arts felsőfokú tanintézmény hallgatója lett, ahol drámaszakon szerzett diplomát 2014 májusában.

## Pályafutása
2011 és 2014 között, egyetemi tanulmányai alatt többnyire hallgatói rövidfilmes produkciókban szerepelt. New York-ba költözött, hogy színpadi színészként helyezkedjen el. Ekkor jutott be az ABC Egyszer volt, hol nem volt című sorozatának meghallgatásár és kapta meg Anna szerepét a sorozat negyedik évadjában. Ezt követően főszerepet kapott a Freeform 2016-os Dead of Summer című  horrorsorozatában.
2017-ben Guinevere Becket játszhatta el a Lifetime és a Netflix közös készítésű Te című, 2018-ban bemutatott televíziós sorozatában, Penn Badgley és Shay Mitchell oldalán. A 45. Szaturnusz-gálán Lailt jelölték a legjobb televíziós színésznőnek járó díjra. Vendégszereplőként a Te második és negyedik évadjában is látható volt Guinevere Beck szerepében. A Halálod appja című 2019-es horrorfilmben főszerepet osztottak rá.
2021 márciusában Mack szerepét kapta meg a 2022-ben bemutatott Hirtelen 70 című vígjátékban, Diane Keaton színésztársaként. Lail csatlakozott az HBO Max Gossip Girl – Az új pletykafészek című tinidrámának szereplőgárdájához is, Lola Morgan visszatérő szerepében. Ugyanebben a hónapban kiderült, hogy Lail az NBC Ordinary Joe című drámasorozatában is látható lesz.

## Magánélete
2021 áprilisában ment feleségül Nieku Manshadi fogorvoshoz.

## Filmográfia

### Film
| Év   | Magyar cím                   | Eredeti cím               | Szerep          | Magyar hang     |
| ---- | ---------------------------- | ------------------------- | --------------- | --------------- |
| 2018 |                              | Unintended                | Lea             |                 |
| 2019 | Halálod appja                | Countdown                 | Quinn Harris    | Czető Zsanett   |
| 2022 | Hirtelen 70                  | Mack & Rita               | Mack            | Dobó Enikő      |
| 2023 |                              | Gonzo Girl                | Devaney Peltier |                 |
| 2023 | Öt éjjel Freddy pizzázójában | Five Nights at Freddy's   | Vanessa         | Ágoston Katalin |
| 2025 |                              | Five Nights at Freddy's 2 | Vanessa         |                 |

### Televízió
| Év        | Magyar cím                        | Eredeti cím      | Szerep         | Megjegyzések                                                                         |
| --------- | --------------------------------- | ---------------- | -------------- | ------------------------------------------------------------------------------------ |
| 2014      | Egyszer volt, hol nem volt        | Once Upon a Time | Anna           | - visszatérő szereplő (4. évad) - 10 epizód                                          |
| 2016      |                                   | Dead of Summer   | Amy Hughes     | főszereplő (10 epizód)                                                               |
| 2017      | Feketelista                       | The Blacklist    | Natalie Luca   | 1 epizód                                                                             |
| 2018      | Diane védelmében                  | The Good Fight   | Emily Chapin   | 1 epizód                                                                             |
| 2018–2023 | Te                                | You              | Guinevere Beck | - főszereplő (1. évad); - vendégszereplő (2. és 4. évad) - magyar hangja: Dobó Enikő |
| 2021      | Gossip Girl – Az új pletykafészek | Gossip Girl      | Lola Morgan    | visszatérő szereplő (1. évad)                                                        |
| 2021–2022 |                                   | Ordinary Joe     | Jenny Banks    | főszereplő (13 epizód)                                                               |
| 2022      | Robotcsirke                       | Robot Chicken    | Anna (hangja)  | 1 epizód                                                                             |
| 2024      |                                   | Elsbeth          | Quinn Powers   | 1 epizód                                                                             |

## Díjak és jelölések
| Év   | Díj            | Kategória                                | Jelölt mű | Eredmény |
| ---- | -------------- | ---------------------------------------- | --------- | -------- |
| 2019 | Szaturnusz-díj | legjobb televíziós színésznő (streaming) | Te        | Jelölve  |